# 三角比呂
三角 比呂（みすみ ひろ、1960年7月15日 - ）は、日本の裁判官。中央大学大学院法務研究科特任教授や、最高裁判所司法研修所上席教官、静岡地方裁判所所長を経て、東京高等裁判所部総括判事。

## 人物・経歴
神奈川県出身。1984年中央大学法学部卒業。主に民事事件を担当し、大阪地方裁判所判事補、宇都宮地方裁判所判事補、青森地方裁判所弘前支部判事補、裁判所書記官研修所教官、福島地方裁判所白河支部長、司法研修所教官、中央大学大学院法務研究科特任教授、仙台高等裁判所判事等を経て、2007年仙台高等裁判所事務局長。2011年東京地方裁判所部総括判事。2014年司法研修所上席教官。2018年静岡地方裁判所所長。2020年東京高等裁判所部総括判事。2021年法務省司法試験委員会委員。

## 裁判
- パロマ湯沸器死亡事故で、予見可能性があったとしてパロマ工業の過失を認定し、損害賠償として約1億2千万円の支払いを命じた[9]。

## 著書
- 『要件事実論30講』（村田渉, 山野目章夫編著,後藤巻則, 高橋文清, 村上正敏, 大塚直と共著）弘文堂